# Meseautó (film, 1934)
A Meseautó 1934-ben bemutatott magyar, fekete-fehér, romantikus, zenés vígjáték. A magyar hangosfilm első évtizedének korszakos alkotása, melyet több országban is forgalmaztak. 
A film feldolgozása 2000-ben jelent meg, azonos címmel.

## Cselekmény
Szűcs János bank-vezérigazgató nagy nőcsábász, de ezúttal szeretné messze, távol a világtól és a nőktől egy hónapos szabadságát eltölteni. Mielőtt elindulna, egy Horch 780-ast vásárol 20 ezer pengőért, amikor az autószalonban nézelődő ifjú hölgy felkelti az érdeklődését. 
Szűcs úgy intézi, hogy a lány, Kovács Vera, a kis gépírólány a bankjából, kapja meg az autót nyeremény gyanánt (mint a „tízezredik” vásárló), s anélkül, hogy elárulná kilétét, a lány sofőrjéül szegődik, mert szeretné, ha a lány a rangja és a vagyona nélkül is megszeretné. A pár Lillafüredre indul. Itt Vera az osztályvezetője révén megtudja, hogy akit ő sofőrnek hitt, az valójában a bank vezérigazgatója. Mivel úgy gondolja, hogy csak egy tréfa vagy fogadás tárgya volt, Vera a másik férfival vacsorázik (aki a bank vezérigazgatójának mondja magát). Azonban végül otthagyja, és mert jobban kedveli, visszatér a „sofőr”-höz, akivel azon nyomban eljegyzik egymást.

## Szereplők
- Perczel Zita (Kovács Vera)
- Gombaszögi Ella (Kerekes Anna, a vezérigazgató titkárnője)
- Tolnay Klári (Sári, Vera barátnője)
- Törzs Jenő (Szűcs János, a bank vezérigazgatója)
- Kabos Gyula (Halmos Aladár, osztályvezető a bankban)
- Berky Lili (Kovács mama, Vera anyja)
- Gózon Gyula (Kovács papa, Vera apja)
- Komlós Vilmos (hentes)
- Herczeg Jenő (Péterffy, az autószalon tulajdonosa, Szűcs János barátja)
- Pethes Sándor (sofőr)
- Várkonyi Zoltán (eladó az autóüzletben, aki kiszállítja a kocsit Kovács Veráéknak)

## Érdekességek
Minthogy az autó (Horch 780 Sport Cabriolet) 20 ezer pengőbe kerül, és Vera kezdő fizetése a bankban havi 80 pengő, ezért számára valóban elérhetetlen az autó, amit 20 000 /80 ×12 = 20,8 év alatt tudna megvásárolni (ha a fizetése teljes összegét az autó vásárlására fordítaná).
A film készítésekor még csak 3 éves Lillafüredi Palotaszálló, az ország egyik legelegánsabb szállója ugyancsak a jómód egyik jelképe volt. A Palotaszállótól mintegy 200 méterre, a lillafüredi vízesés alatt található Zöldfa adott szállást a film főszereplőinek. Ott forgatták a kiskocsma jelenetet.
Németországban a filmet betiltották, a német propaganda-minisztérium nem engedélyezte a film szinkronizálását sem. Az indoklásuk szerint azért, mert a szereplők, a rendező és továbbá a gyártók között nem árják is voltak.

## Kapcsolódó szócikk
- Meseautó (2000)